# Mike Needham
Michael Lawrence Needham, dit Mike Needham, (né le 4 avril 1970 à Calgary dans la province de l'Alberta au Canada) est un joueur professionnel de hockey sur glace qui jouait à la position d'ailier droit.

## Carrière

### Équipe junior
Mike Needham a commencé sa carrière en 1986-1987 en jouant pour les Blazers de Kamloops de la Ligue de hockey de l'Ouest. Il inscrit alors 155 buts en quatre saisons et il fait partie de l'équipe de 1990 qui gagne la Coupe Memorial.
La même année, il fait partie de l'équipe du Canada junior qui gagne la médaille d'or au championnat du monde junior de hockey sur glace. Il marque un point par match en moyenne au cours de cet évènement.
Au début de la saison, les Penguins de Pittsburgh l'avaient choisi en septième ronde (126e choix) du repêchage d'entrée dans la Ligue nationale de hockey.

### Équipes professionnelles
Mike Needham ne commence pas pour autant sa carrière dans la LNH et après sa saison dans la LHOu, il rejoint la Ligue internationale de hockey et les Lumberjacks de Muskegon. L'année d'après (1991-1992), il inscrit 41 buts pour la franchise et elle finit seconde de la division est avec 95 points.
À la fin de la saison, les Penguins, diminués par les blessures, font appel à Needham pour participer aux séries éliminatoires de la Coupe Stanley, coupe qu'ils remportent.
Au cours de la saison 1992-1993, il joue sur la quatrième ligne des Penguins et aide l'équipe à gagner le Trophée des présidents en tant que meilleure équipe de la saison (119 points).
Needham commence la saison d'après avec les Penguins mais finalement est renvoyé dans les ligues mineures avant d'être transféré aux Stars de Dallas. Il ne jouera que cinq matchs avec les Stars et souffrant de blessures, il jouera encore deux saisons à moitié dans la LIH, à moitié dans la Ligue américaine de hockey avant de prendre sa retraite en 1996.

### Statistiques
| Saison     | Équipe                    | Ligue      |    | Saison régulière | Saison régulière | Saison régulière | Saison régulière | Saison régulière |    | Séries éliminatoires | Séries éliminatoires | Séries éliminatoires | Séries éliminatoires | Séries éliminatoires |
| Saison     | Équipe                    | Ligue      | PJ | B                | A                | Pts              | Pun              | PJ               | B  | A                    | Pts                  | Pun                  |                      |                      |
| 1986-1987  | Blazers de Kamloops       | LHOu       | 3  | 1                | 2                | 3                | 0                | 11               | 2  | 1                    | 3                    | 5                    |                      |                      |
| 1987-1988  | Blazers de Kamloops       | LHOu       | 64 | 31               | 33               | 64               | 93               | 5                | 0  | 1                    | 1                    | 5                    |                      |                      |
| 1988-1989  | Blazers de Kamloops       | LHOu       | 49 | 24               | 27               | 51               | 55               | 16               | 2  | 9                    | 11                   | 13                   |                      |                      |
| 1989-1990  | Blazers de Kamloops       | LHOu       | 60 | 59               | 66               | 125              | 75               | 17               | 11 | 13                   | 24                   | 10                   |                      |                      |
| 1990-1991  | Lumberjacks de Muskegon   | LIH        | 65 | 14               | 32               | 46               | 17               | 5                | 2  | 2                    | 4                    | 5                    |                      |                      |
| 1991-1992  | Lumberjacks de Muskegon   | LIH        | 80 | 41               | 37               | 78               | 83               | 8                | 4  | 4                    | 8                    | 6                    |                      |                      |
| 1991-1992  | Penguins de Pittsburgh    | LNH        |    |                  |                  |                  | --               | 5                | 1  | 0                    | 1                    | 2                    |                      |                      |
| 1992-1993  | Lumberjacks de Cleveland  | LIH        | 1  | 2                | 0                | 2                | 0                |                  |    |                      |                      |                      |                      |                      |
| 1992-1993  | Penguins de Pittsburgh    | LNH        | 56 | 8                | 5                | 13               | 14               | 9                | 1  | 0                    | 1                    | 2                    |                      |                      |
| 1993-1994  | Lumberjacks de Cleveland  | LIH        | 6  | 4                | 3                | 7                | 7                |                  |    |                      |                      |                      |                      |                      |
| 1993-1994  | Stars de Dallas           | LNH        | 5  | 0                | 0                | 0                | 0                |                  |    |                      |                      |                      |                      |                      |
| 1993-1994  | Penguins de Pittsburgh    | LNH        | 25 | 1                | 0                | 1                | 2                |                  |    |                      |                      |                      |                      |                      |
| 1994-1995  | Wings de Kalamazoo        | LIH        | 37 | 9                | 9                | 18               | 31               | 14               | 5  | 5                    | 10                   | 11                   |                      |                      |
| 1995-1996  | Red Wings de l'Adirondack | LAH        | 16 | 5                | 10               | 15               | 12               |                  |    |                      |                      |                      |                      |                      |
| Totaux LNH | Totaux LNH                | Totaux LNH | 86 | 9                | 5                | 14               | 16               | 14               | 2  | 0                    | 2                    | 4                    |                      |                      |

## Trophées et honneurs
- 1990 : Coupe Memorial avec les Blazers de Kamloops et médaille d'or avec l'équipe du Canada
- 1992 : vainqueur de la Coupe Stanley avec les Penguins de Pittsburgh